# Celebration (píseň, Madonna)
„Celebration“ (česky doslovně: Oslava) je píseň americké popové zpěvačky a skladatelky Madonny, z její třetí kompilace největších hitu Celebration.
Singl byl napsán a produkován Madonnou a Paulem Oakenfoldm. K digitálnímu vydání došlo 31. července 2009 u vydavatelství Warner Bros. Records.

## Seznam skladeb
- Anglický CD singl[1]

1. "Celebration" (Album Version) – 3:35

- Anglický CD Maxi Singl

1. „Celebration“ (Album Version) – 3:35
2. „Celebration“ (Paul Oakenfold Remix) – 6:32
3. „Celebration“ (Benny Benassi Remix) – 5:28
4. „Celebration“ (Paul Oakenfold Dub Mix) – 6:32
5. „Celebration“ (Benny Benassi Remix Edit) – 3:58
6. „Celebration“ (Johnny Vicious Club Remix) – 7:58

- Německý CD Maxi Singl[2]

1. „Celebration“ (Album Version) – 3:34
2. „Celebration“ (Benny Benassi Remix) – 5:30
3. „Celebration“ (Benny Benassi Dub) – 6:01

- Evropský CD singl[3]

1. „Celebration“ (Album Version)
2. „Celebration“ (Benny Benasii Remix)
3. „Celebration“ (Paul Oakenfold Remix)
4. „Celebration“ (Paul Oakenfold Dub)

- Mezinárodní digitální singl

1. „Celebration“ (Album Version) – 3:35

- Remixy dostupné na iTunes EP[4]

1. „Celebration“ (Benny Benassi Remix Edit) – 3:58
2. „Celebration“ (Benny Benassi Remix) – 5:28
3. „Celebration“ (Benny Benassi Dub) – 6:00
4. „Celebration“ (Oakenfold Dub Remix) – 6:32
5. „Celebration“ (Oakenfold Remix) – 6:32
6. „Celebration“ (Johnny Vicious Club Remix) – 7:58

## Oficiální remixy
- Album Version – 3:35
- Benny Benassi Remix – 5:29
- Benny Benassi Dub – 6:00
- Benny Benassi Radio Mix – 4:01
- Paul Oakenfold Remix – 6:32
- Paul Oakenfold Dub – 6:32
- Johnny Vicious Club Mix – 7:58
- Felguk Love Remix – 6:36

## Autoři a producenti
- Napsali: Madonna Ciccone, Paul Oakenfold, Ian Green a Ciaran Gribbin
- Produkovali: Madonna Ciccone a Paul Oakenfold

## Umístění ve světě
| Hitparáda (2009)                    | Umístění |
| ----------------------------------- | -------- |
| Belgian Singles Chart (Flanders)    | 4.       |
| Belgian Singles Chart (Wallonia)    | 3.       |
| Canadian Hot 100                    | 5.       |
| Danish Singles Chart                | 6.       |
| Dutch Top 40                        | 7.       |
| Eurochart Hot 100 Singles           | 21.      |
| Finnish Singles Chart               | 1.       |
| Hungarian Radio Chart               | 6.       |
| Irish Singles Chart                 | 25.      |
| Israeli Singles Chart               | 8.       |
| Italian Singles Chart               | 1.       |
| Japan Hot 100                       | 15.      |
| Norwegian Singles Chart             | 5.       |
| Spanish Singles Chart               | 25.      |
| Swedish Singles Chart               | 1.       |
| Swiss Singles Chart                 | 9.       |
| U.S. Billboard Hot 100              | 71.      |
| U.S. Billboard Hot Dance Club Songs | 1.       |

## Historie vydání
| Region         | Datum          | Format            |
| -------------- | -------------- | ----------------- |
| celosvětově    | 3. srpna 2009  | Digitální stažení |
| Japonsko       | 12. srpna 2009 | Digitální stažení |
| Česko          | 5. srpna 2009  | Digitální stažení |
| Německo        | 4. září 2009   | Digitální stažení |
| Německo        | 11. září 2009  | CD Singl          |
| Velká Británie | 14. září 2009  | CD Singl          |
| Velká Británie | 14. září 2009  | Digitální stažení |